# Horizontastronomie

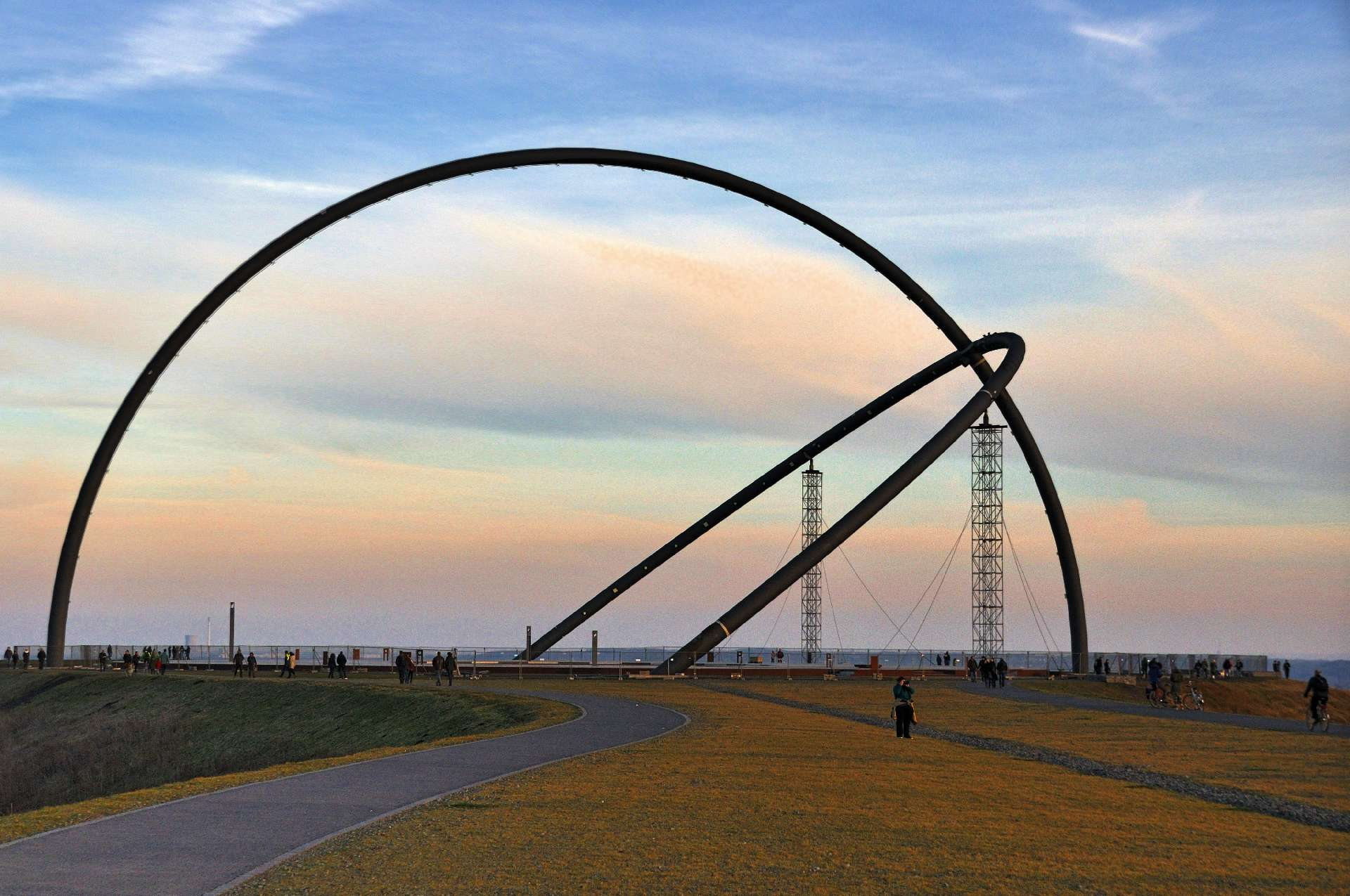
Horizontobservatorium Halde Hoheward

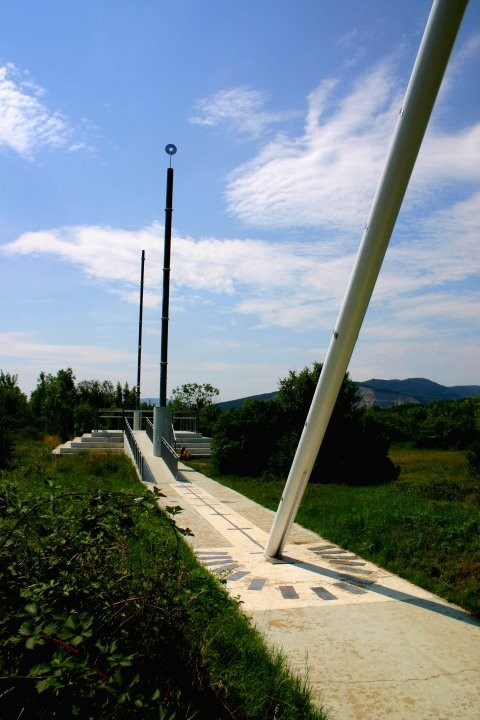
Sterngarten Wien 23, Meridianlinie

Als Horizontastronomie werden Methoden der astronomischen Didaktik bezeichnet, mit denen der tägliche und jährliche Sonnenlauf und die scheinbare Drehung des Sternhimmels veranschaulicht werden.
Dazu dienen verschiedene Markierungen des mathematischen Horizonts, des astronomischen Meridians und des Himmelsäquators, etwa durch Plattformen, Brüstungen, Säulen oder andere Bauwerke. Ein Schwerpunkt liegt oft auf den jahreszeitlich wechselnden Richtungen des Sonnenauf- und -untergangs.
Die Beziehungen zwischen dem Horizont und dem Sonnenlauf bzw. dem Sternhimmel sind ein wichtiges Thema öffentlicher Sternführungen. Die dafür verwendeten Bauwerke sind u. a. Horizontmarken, Obelisken, schräge Säulen, begehbare Horizontalsonnenuhren oder große Metallbögen in der Art antiker Armillarsphären sein. Beispiele sind das 1997 errichtete „Freiluft-Planetarium“ Sterngarten auf dem Georgenberg im Südwesten Wiens und 2008 das „Horizontobservatorium“ auf der Halde Hoheward, einer aufgelassenen Kohlehalde bei Recklinghausen im Ruhrgebiet; letzteres wurde 2009 allerdings wegen des Risses einer Schweißnaht gesperrt.

## Vorgeschichtliche Anlagen
Vorbild für manche Anlagen ist das steinzeitliche Observatorium bei Stonehenge in Südengland, das neben religiösen Zwecken auch der Bestimmung der Jahreszeiten und einiger Himmelszyklen durch die Aufgangspunkte von Sonne, Mond und heller Sterne diente. Die meisten solcher bisweilen als Horizontobservatorium bezeichneten vorgeschichtlichen Anlagen fand man in England und Frankreich, deren einfachste Form Steinkreise sind. Allfällige weitere Einrichtungen zur Himmelsbeobachtung blieben jedoch nur selten erhalten.
Viele dieser Anlagen zeigen die Richtungen des Sonnenauf- und Untergangs zu den Sonnenwenden, was wohl auch kultische Bedeutung hatte. Aus den jahreszeitlich wechselnden Untergangsorten der Sonne konnte die genaue Jahreslänge und die Ekliptikschiefe ermittelt werden, aus denen des Mondes die Schräge der Mondbahn. Vereinzelt sind auch Richtungsmarken zu sehr hellen Fixsternen wie Sirius nachweisbar. Dies zeigt, dass den Erbauern neben den Symmetrien des Himmels auch die zyklische Wiederkehr der Gestirne von Bedeutung war.
Heutige Anlagen wie die oben erwähnten dienen auch der Wiederbelebung uralter Techniken der Zeitbestimmung und der Kalendereinrichtung.